# Bakhtiar Rahmani
Bakhtiar Rahmani (in persiano: بختیار رحمانی; Sarpol-e Zahab, 23 settembre 1991) è un calciatore iraniano, centrocampista del Dalkurd.